# Rosdorf
Rosdorf település Németországban, azon belül Alsó-Szászország tartományban. Lakosainak száma 12 310 fő (2023. december 31.).

## Népesség
A település népességének változása:
| Lakosok száma | 11 762 | 11 887 | 11 949 | 11 941 | 12 047 | 12 310 |
|               | 2016   | 2017   | 2019   | 2021   | 2022   | 2023   |